# Härnalamp
Härnalamp är en sjö i Härjedalens kommun i Hälsingland och ingår i Ljusnans huvudavrinningsområde. Sjön har en area på 0,0705 kvadratkilometer och ligger 343,1 meter över havet.

## Delavrinningsområde
Härnalamp ingår i det delavrinningsområde (688803-147815) som SMHI kallar för Inloppet i Västersjön. Medelhöjden är 366 meter över havet och ytan är 30,1 kvadratkilometer. Det finns inga avrinningsområden uppströms utan avrinningsområdet är högsta punkten. Vattendraget som avvattnar avrinningsområdet har biflödesordning 3, vilket innebär att vattnet flödar genom totalt 3 vattendrag innan det når havet efter 174 kilometer. Avrinningsområdet består mestadels av skog (81 procent). Avrinningsområdet har 0,06 kvadratkilometer vattenytor vilket ger det en sjöprocent på 0,2 procent.